# Butten
Butten település Franciaországban, Bas-Rhin megyében. Lakosainak száma 651 fő (2022. január 1.). Butten Rahling, Soucht, Dehlingen, Diemeringen, Lorentzen és Ratzwiller községekkel határos.

## Népesség
A település népességének változása:
| Lakosok száma | 673  | 680  | 695  | 669  | 663  | 663  | 660  | 662  | 651  |
|               | 2013 | 2015 | 2016 | 2017 | 2018 | 2019 | 2020 | 2021 | 2022 |